# 피자게이트

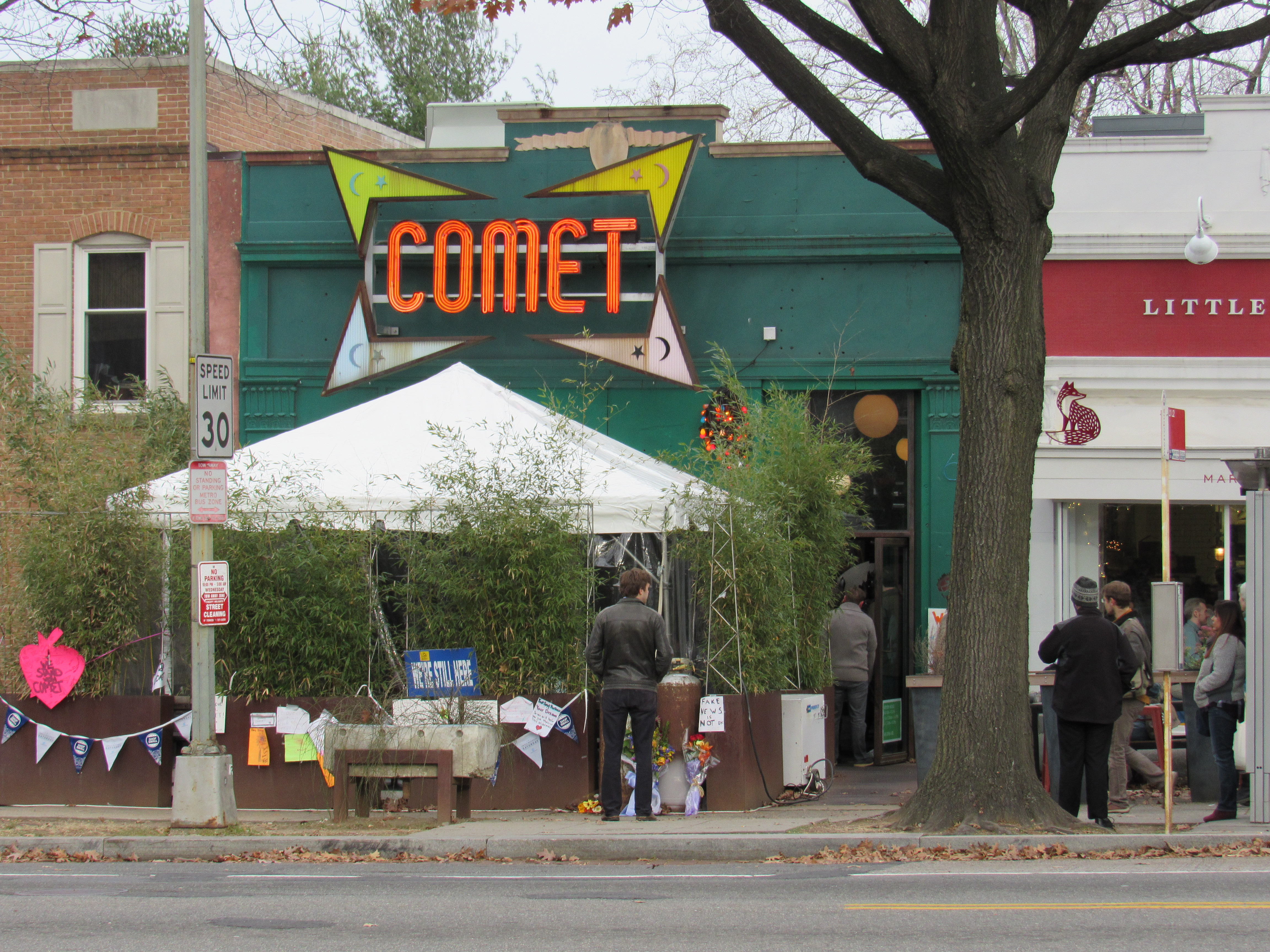
음모론과 엮인 Comet Ping Pong 가게

피자게이트(Pizzagate)는 2016년 미국 대통령 선거 기간에 온라인에서 퍼졌던 음모론이다.
2016년 3월 당시 민주당 대선 후보이던 힐러리 클린턴의 선거 관리자 존 포데스타의 이메일 계정이 피싱 공격으로 해킹당하였고 동년 11월 위키리크스에서 그 내용이 공개되었다. 음모론자들은 그 내용이 인신매매와 아동 성매매를 행하는 비밀모임을 이루는 미국 민주당의 고위 관리들이 암호로 주고받은 메시지들이라고 주장했다. 특히 이들은 워싱턴 D.C. 소재의 코멧 핑퐁(Comet Ping Pong)이라는 피자 가게를 특정하여 인신매매 조직과 연계되었다고 주장했다.
클린턴의 불필요한 사적 이메일 사용을 비판하던 대안우파 구성원들과 보수 저널리스트들은 4chan, 8chan, 레딧, 트위터 등 소셜 미디어를 통해 이러한 음모론을 퍼뜨렸다. 12월 4일에는 노스캐롤라이나주 출신의 한 남성이 이를 조사한다며 코멧 핑퐁 가게에 찾아와 창고 문을 부수고 들어가기 위해 소총을 발사하는 일도 벌어졌다. 가게의 주인과 점원들은 음모론자들로부터 여러 살해 위협을 받은 것으로 알려졌다.
일반적으로 피자게이트는 QAnon 음모론의 전신으로 간주된다. 이외에 힐러리 클린턴이 아동 살해 의식에 참여했다는 Frazzledrip이라는 다른 음모론도 파생되었다. 2020년 QAnon을 통해 다시 부활했으며 대안우파뿐 아니라 나중에는 틱톡을 통해 10대들에 의해서도 퍼졌다. 피자게이트 음모론은 힐러리 클린턴에 대한 강조가 줄어들고 전세계 규모의 아동 성착취 주장으로 확장되면서 정치적 당파성이 약화되었다.